# Vicente Martínez Mus
Vicente Martínez Mus   (Xilxes, 2 de març de 1970) és un advocat i polític valencià, actual conseller de Medi Ambient, Infraestructures i Territori de la Generalitat Valenciana. Anteriorment ha ocupat altres càrrecs polítics, entre ells l'alcaldia de Xilxes.
Vicente Martínez va nàixer a Xilxes el 2 de març de 1970 i es llicencià en dret per la Universitat de València l'any 1994. Els seu inici en política va tindre lloc al 2003, quan va ser elegit regidor de l'Ajuntament de Xilxes pel Partit Popular de la Comunitat Valenciana, partit al qual milita. Va ser delegat d'Hisenda i Esports fins al 2011, en què fou elegit alcalde de la població, càrrec que va ocupar fins al 2015.
Va ser elegit senador per la circumscripció de Castelló en les eleccions generals de novembre del 2019 i del 2023. Va renunciar al càrrec el 5 de setembre de 2023, poc després de prendre'n possessió, degut al seu nomenament com a director general de Costes, Ports i Aeroports de la Generalitat Valenciana després de la victòria popular a les eleccions valencianes d'aquell any i la formació d'un govern de coalició entre el PP i Vox.
Com a resultat de la crisi de govern al Consell de la Generalitat Valenciana de juliol de 2024, a causa de la qual Vox va eixir del govern, Vicente Martínez va ser nomenat conseller de Medi Ambient, Infraestructures i Territori, càrrec que ocupa actualment, en substitució de Salomé Pradas, que va passar a ocupar la Conselleria de Justícia i Interior.